# La spedizione della V Flotta
La spedizione della V Flotta (Battle for the Stars), è un romanzo di fantascienza dello scrittore statunitense Edmond Hamilton, pubblicato per la prima volta, in formato di racconto, nel 1956.

## Storia editoriale
L'opera è stata pubblicata per la prima volta come racconto, nel numero di giugno 1956 della rivista Imagination firmata da Hamilton con lo pseudonimo "Alexander Blade". Il racconto è stato successivamente ampliato e pubblicato come romanzo nel 1961.
In Italia il romanzo è stato pubblicato nel 1965 con il titolo La spedizione della V Flotta, ripubblicato nel 1976 con la grafia del titolo mutata in La spedizione della Quinta Flotta.

## Trama
(Edmond Hamilton, La spedizione della V Flotta)
Molte centinaia di anni nel futuro, la razza umana ha colonizzato galassie lontane. La Terra è formalmente a capo dei Mondi Uniti, ma da tempo ha abdicato a tale ruolo, ripartendo e demandando il governo dell'Universo a quattro settori, retti da altrettanti proconsoli, che si spartiscono le galassie colonizzate: il settore di Orione, il settore di Cepheo, il settore del Leone e il settore della Lyra. La lotta di potere tra i governatorati si traduce in una guerra fredda che si trascina da tempo. Jay Birrel  è a capo della V Flotta del settore di Lyra e, con un sotterfugio, viene preso prigioniero dall'agente segreto del settore di Orione, Tauncer e interrogato circa i piani del governatore di Lyra, Ferdsen, in merito alla Terra. Riuscito a fuggire grazie all'intervento dell'ammiraglia della Flotta, la Voce delle Stelle, capitanata dall'esperto Joe Garstan, Birrel si mette a rapporto da Ferdsen; da questi riceve l'incarico di recarsi con la V Flotta verso la Terra e, con la scusa di partecipare alle celebrazioni per la ricorrenza del lancio del primo un uomo nello spazio, di fornire protezione alla Terra nel caso di un proditorio attacco di Orione.
Per fugare eventuali sospetti di mire espansionistiche, la V Flotta si reca sula Terra accompagnata anche dalle astronavi che trasportano i familiari dei militari. Tra questi vi è Lyllin, la moglie di Birrel. La donna accetta con fastidio di accompagnare Birrel poiché è nata su uno dei pianeti di Vega e avendo solo lontanissimi antenati terrestri, a differenza del marito il cui nonno proveniva dalla Terra, è preoccupata di poter essere oggetto di scherno e razzismo sulla Terra. Il viaggio verso il sistema solare non è privo di insidie: la V Flotta deve adottare vari stratagemmi per non farsi intercettare dalle flotte di Orione lanciate sulle loro tracce. Giunti sulla Terra si scopre che i timori di Lyllin non erano infondati e che i lyriani sono accolti con sussiego da parte dei terrestri, specie da parte dell'assistente del capo del Governo dei Mondi Uniti, il terrestre  Mallinson, che inizia a spiare Birrel, temendo che il settore di Lyra abbia anch'esso mire espansionistiche a scapito dell'indipendenza della Terra e degli altri Mondi Uniti.
Birrel ha ricevuto un incarico segreto dal governatore Ferdsen, ossia di fingersi interessato alle propria provenienza terrestre e di trasferirsi nel paese di origine della sua famiglia, Orville negli Stati Uniti, dove incontrerà Karsh, un informatore che lo metterà al corrente dei piani segreti del settore di Orione. Accompagnato dalla riluttante Lyllin, giunto sul posto, Birrel scopre che Karsh è scomparso. Decide di attenderlo per alcuni giorni nella casa che era stata affittata a suo nome. L'attesa è occasione per stringere buoni rapporti con i locali e con la famiglia dell'amichevole vicino, Burke. Una sera la casa viene attaccata da un commando di uomini del settore di Orione. Burke riesce a difendersi e ad avere la meglio sugli attaccanti. Tra di loro vi è Tauncer. Nella casa irrompe anche un gruppo di terrestri, guidati da Mallinson. Tauncer viene interrogato con la macchina della verità e confessa che Orione ha in programma l'invasione della Terra. Mallinson capisce che il settore di Lyra non è nemico della Terra e, insieme con la V Flotta, organizza la difesa del pianeta.
Grazie al coraggio dei terrestri, pur dotati di antiquate astronavi, e alla potenza della V Flotta, capitanata da Birrel a bordo della Voce delle Stelle, le flotte attaccanti di Orione vengono respinte. I lyriani e i terrestri galvanizzati dalla vittoria fraternizzano; anche Lyllin cambia opinione nei confronti degli abitanti della Terra sentendosi finalmente accolta. La gioia di Birrel dura poco poiché riceve l'ordine da parte di Ferdsen di rimanere con la V Flotta sulla Terra: con la scusa di proteggere il pianeta, il settore di Lyra provvederà a poco a poco a prendere il potere sulla Terra, anche con la forza. Avendo scoperto i veri piani del suo governatore, Birrel rifiuta di assecondarlo e si congeda dalla V Flotta. Da civile rimarrà con la Lyllin sulla Terra, collaborando con i terrestri per il bene del pianeta.

## Edizioni
- (EN) Edmond Hamilton, Battle for the Stars, in Imagination, anno VII numero 3, Greenleaf Publishing Company, giugno 1956. (firmato con lo pseudonimo Alexander Blade)
- (EN) Edmond Hamilton, Battle for the Stars, New York, Torquil, novembre 1961.
- (DE) Edmond Hamilton, Die Heimat der Astronauten, traduzione di Wulf H. Bergner, Heyne Science Fiction & Fantasy, n. 3032, Monaco di Baviera, Heyne, ottobre 1964.
- Edmond Hamilton, La spedizione della V Flotta, traduzione di Bianca Russo, Urania, n. 381, Milano, Mondadori, aprile 1965.
- Edmond Hamilton, La spedizione della Quinta Flotta, traduzione di Bianca Russo, Oscar ragazzi, n. 42, Milano, Mondadori, aprile 1976.
- Edmond Hamilton, La spedizione della Quinta Flotta, in Millemondinverno 1976: Tre romanzi completi di Edmond Hamilton, traduzione di Bianca Russo, Millemondi, Milano, Mondadori, novembre 1976.
- (JA) Edmond Hamilton, 宇宙艦隊の奇襲, traduzione di Junko Yoshikawa, SFノベルズ, n. 1, 久保書店, luglio 1979, ISBN 9784765901017.
- Edmond Hamilton, La spedizione della V Flotta, traduzione di Bianca Russo, Classici Urania, n. 103, Milano, Mondadori, ottobre 1985.
- (RU) Edmond Hamilton, Битва за звезды, Стальная крыс, Mosca, Эксмо, 1997, ISBN 978-5-85585-979-9.
- Edmond Hamilton, La spedizione della V Flotta, in Trilogia delle stelle, traduzione di Bianca Russo, Millemondi, n. 95, e-book, Mondadori, 2023, ISBN 9788835724018.